# El Mutún

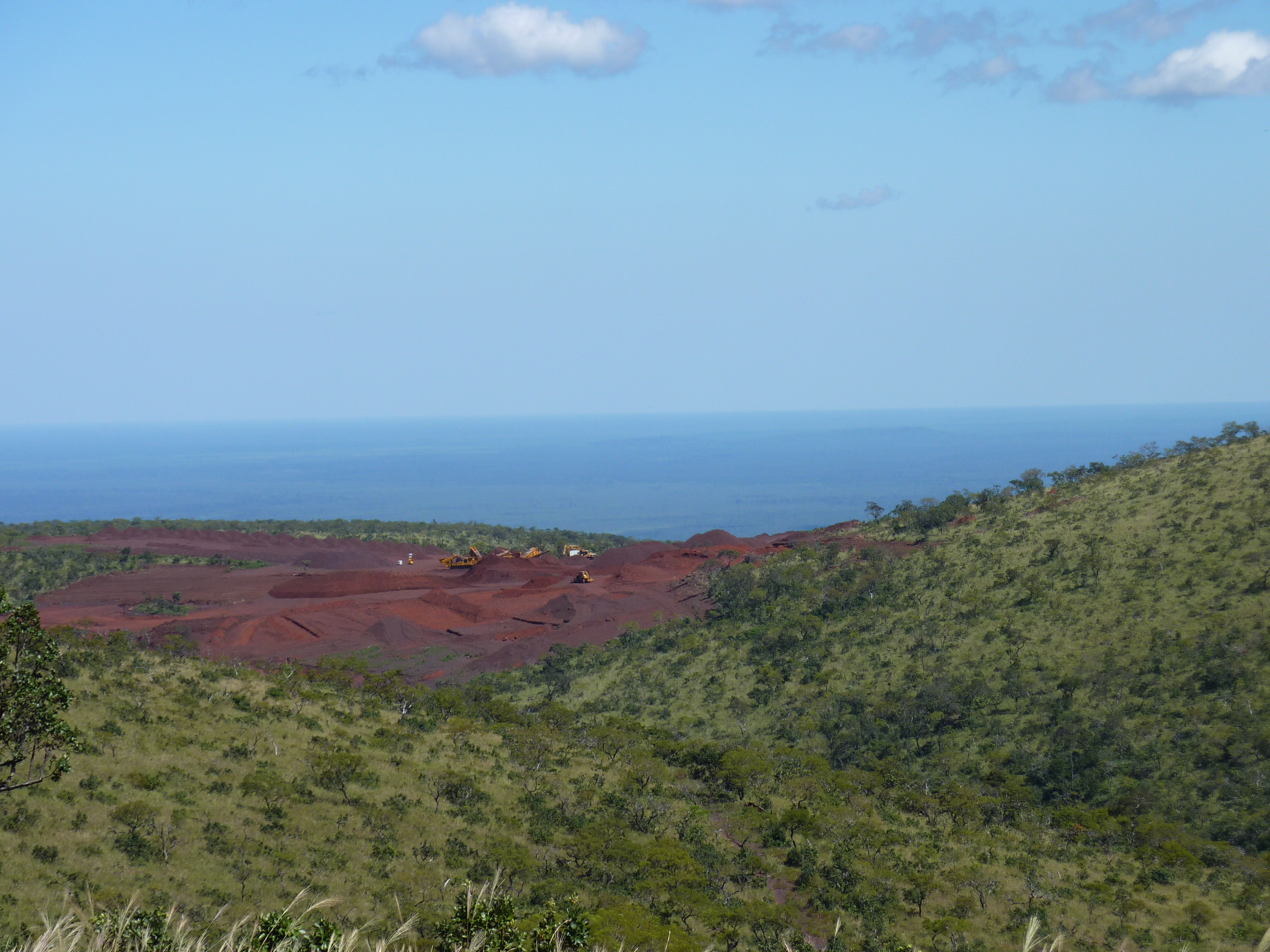
Der Berg von El Mutún

El Mutún ist eine etwa 75 km2 große Region im Osten von Bolivien; sie liegt im Tiefland im Departamento Santa Cruz in der Nähe der Stadt Puerto Suárez und des Río Paraguay (an der Grenze zu Brasilien).

## Vorkommen
In El Mutún lagern die weltweit größten oberflächennahen Eisenerzvorkommen. Sie werden auf etwa 40 Mrd. t geschätzt. Mit den entsprechenden Investitionen könnte Bolivien nach eigenen Angaben dort etwa 10 Mio. t Roheisen jährlich herstellen. Das Eisenerz zeichnet sich durch einen hohen Gehalt von Eisen (über 50 %) sowie einen geringen Phosphor- und Schwefelanteil aus. Außerdem werden Mangan-Vorkommen von etwa 10 Mrd. t in der Region vermutet. Auf der brasilianischen Seite werden die Vorkommen, die zur selben geologischen Einheit gehören, bereits abgebaut, nicht zuletzt deshalb gehört Brasilien zu den größten Mangan-Förderern weltweit.

## Erkundung und Kooperationen zum Bau der Produktionsanlagen
Die Vorkommen sind seit 1848 bekannt, seit den 50er Jahren wird eine wirtschaftliche Nutzung der Vorkommen versucht. Diese gestaltete sich aufgrund der fehlenden Anbindung der Region jedoch als äußerst schwierig. Bis 1993 stieg die jährliche Förderung auf 350.000 t, die als Roherz nach Argentinien und Paraguay verkauft wurden.
2005 erhielt das brasilianische Unternehmen Grupo EBX die Lizenz, in dem Gebiet Eisenerz abzubauen und dort zu Eisen zu verhütten. Die Entscheidung wurde kritisiert, weil das Unternehmen die Hochöfen mit Holzkohle betreiben will. Jährlich würde so das Äquivalent von 165.000 Hektar tropischem Regenwald verbrannt. Die Förderlizenz wurde von der neuen Regierung unter Evo Morales widerrufen. Dies löste heftige Proteste im Osten des Landes aus.
Nachdem die Regierung das Vorhaben neu ausgeschrieben hatte, mit der Vorgabe zum Beheizen der Öfen Erdgas zu verwenden, erhielt das indische Unternehmen Jindal Steel and Power im Jahr 2007 den Zuschlag. Es zog sich aber 5 Jahre später zurück.
Schließlich bekam 2016 die staatliche chinesische Firma Sinosteel den Auftrag ein Stahlwerk zu bauen. Die Produktion sollte 2019 beginnen, der Bau verzögerte sich jedoch, unter anderem weil unter der Interimspräsidentin Áñez das Projekt auf Eis gelegt wurde. Unter ihrem Nachfolger Luis Arce wurde es wieder aufgenommen und der Bau 2022 weitergeführt. Sechs von sieben Anlagen nahmen im August 2024 die Produktion auf, das DRI-Werk soll im Februar 2025 folgen.[veraltet] Insgesamt sollen 546 Millionen US-Dollar investiert werden, wovon 461 Millionen durch ein chinesisches Darlehen finanziert werden. Die Produktion soll 50 % der Inlandsnachfrage decken und Bolivien unabhängiger von Importen machen.